# Torre Salvans (Matadepera)
La Torre Salvans és una obra historicista de Matadepera (Vallès Occidental) protegida com a Bé Cultural d'Interès Local. Va ser acabada de construir el 1929 per Francesc Salvans, president de l'empresa tèxtil Saphil qui va anar-hi a estiuejar amb la família. A partir del 1933 també va ser diputat al Congrés en representació de la Lliga Catalanista.

## Descripció
La torre Salvans, que ocupa una finca de 8.625 metres quadrats, està situada al nord del nucli de Matadepera, molt a prop dels Plans de la Barata i la carretera BV-1221. Es tracta d'una gran casa de 983 metres quadrats, formada per diferents cossos. El cos principal és de planta quadrada i coberta de pavelló de teula àrab. En alçada consta de planta baixa, primer pis i golfes. La façana principal s'orienta a sud-oest al centre s'obre un portal d'arc de mig punt dovellat i decorat amb motllures, a bada i banda s'observen dues finestres rectangulars. Al primer pis s'obren tres finestres rectangulars, i a les golfes tres finestres quadrades. La façana està decorada amb esgrafiats de motius geomètrics i pilastres amb capitells corintis. A les façanes sud-est i nord-est s'observen dues terrasses descobertes.
Al nord-oest de l'edifici principal s'observa un cos auxiliar de planta rectangular i coberta de quatre aiguavessos de teula àrab. Aquesta casa fou l'habitatge dels masovers. El costat oest de la propietat està enjardinada i es conserven les cotxeres.

## Història
Des del febrer de 1938 fins al 21 de gener de 1939 Manuel Azaña, President de la República, residí a la torre.